# Baicalarctia gulo
Baicalarctia gulo är en plattmaskart. Baicalarctia gulo ingår i släktet Baicalarctia och familjen Baicalarctiidae. Inga underarter finns listade i Catalogue of Life.